# ملیندا دیلون
ملیندا دیلون (انگلیسی: Melinda Dillon) (زادهٔ ۱۳ اکتبر ۱۹۳۹ – درگذشتهٔ ۹ ژانویهٔ ۲۰۲۳) هنرپیشه اهل ایالات متحده آمریکا بود. وی از سال ۱۹۵۹ تا ۲۰۰۷ میلادی مشغول فعالیت بود.

## فیلمشناسی
- برخورد نزدیک از نوع سوم
- جهش به سوی افتخار
- مگنولیا
- مشت
- غیبت مالیس
- گول‌خوردگان
- به وانگ فو، با تشکر برای همه چیز! جولی نیومر
- فیلم ماپت‌ها
- هری و خانواده هندرسون
- ترقی گاوچران
- داستان دوروتی دی